# Павлюк Георгій Миколайович
Гео́ргій Микола́йович Павлю́к (20 листопада 1925, Одеса — 14 листопада 1987, Одеса) — український художник, педагог, професор, заслужений художник УРСР. Син художника Миколи Павлюка, батько художниці Галини Павлюк.

## Біографічні відомості
Народився 20 листопада в Одесі в родині митців. Його батько, Микола Артемович був талановитим живописцем та видатним педагогом, який виховав декілька поколінь художників у стінах Одеського художнього училища. Мати — Марія Георгіївна теж була художницею.
У 1940-х роках розпочавши навчання в Одеському художньому училищі, Г. Павлюк мав його залишити з початком війни. З 1943 по 1944 — брав участь у партизанському русі в Нерубайському загоні, у катакомбах.
1944—1946 — учасник нацистсько-радянської війни. Брав участь в визволенні Дрездена, Праги, Берліна. Нагороджений бойовими нагородами.
Лише у 1946 році Георгій Павлюк повертається студент Одеського художнього училища. Навчався в майстерні професора Т. Б. Фраєрмана, М. А. Павлюка.
1947—1953 — навчався в Київському художньому інституті, майстерня професора С. O. Григор'єва. У 1950 році — вперше брав участь у художній виставці.
У 1953 році повертається до рідного міста назавжди. З цього часу протягом 13 років Георгій Миколайович викладав малюнок та живопис в Одеському художньому училищі.
З 1957 — член Спілки художників СРСР.
1972—1975 — викладав живопис та малюнок в Одеському інжерно-будівельному інституті.
1980—1985 — голова живописної ради Одеської організації Спілки художників України. Заступник голови живописної секції Одеської організації Спілки
художників України.
1985—1987 — член республіканського правління Спілки художників УРСР.
Заступник голови правління Одеської організації Спілки художників УРСР.
1987 — пішов з життя. Похований в Одесі.

## Доробок
Георгій Павлюк працював в жанрі тематичної картини, пейзажі. Роботи художника починаючи з 1951 року багато разів були представлені на зарубіжних виставках у Німеччині, Польщі, Єгипті, Болгарії, Угорщині, Японії, Італії, США, Румунії та Фінляндії.
У 1986 році відбулась творча поїздка в Монголію, після повернення з якої в Одесі та Києві було відкрито останню у житті автора виставку «Два тижня по Монголії».
У 1993—1994 роках в Одеському художньому музеї пройшла виставка Г. М. Павлюка.
Картини художника зберігаються у колекціях Сумського художнього музею, Новокаховської картинної галереї ім. А. С. Гавдзинського. Вінницького художнього музею, Івано-франківському художньому музеї, Ізмаїльській картинній галереї, Чернігівському художньому музеї, Житомирському краєзнавчому музеї, Хмельницькому художньому музеї, Музеї сучасного мистецтва України, Національної академії образотворчого мистецтва, та приватних збірках України, Японії, Бельгії.
За життя Георгій Павлюк був відомим та успішним живописцем, а також багато часу проводив зі своїми учнями. Серед послідовників Павлюка — заслужений художник України Анатолій Кравченко.

## Нагороди
- Звання "Заслужений художник УРСР" ( 1973 р.)